# مگنولیا (دلاور)
مگنولیا، دلاور (به انگلیسی: Magnolia, Delaware) یک سکونتگاه مسکونی در ایالات متحده آمریکا با جمعیت ۲۲۵ نفر است که در دلاویر واقع شده‌است.